# Скокови у воду на Летњим олимпијским играма 2016.
Такмичења у скоковима у воду на Летњим олимпијским играма 2016. у Рио де Жанеиру одржавала су се од недеље 7. до суботе 20. августа на базену Центра за водене спортове Марија Ленк смештеном у четврти Бара да Тижука. Био је то 26. пут да су такмичења у скоковима у воду била део програма Летњих олимпијских игара. На скакачком турниру учестовало је укупно 136 такмичара (по 68 скакача у мушкој и женској конкуренцији) из 29 земаља који су се надметали у 8 различитих дисциплина. 
Такмичења су се одвијала у појединачним и синхронизованим скоковима са даске (са висине од 3 метра) и са торња (са висине од 10 метара).
Олимпијски турнир у скоковима у воду окончан је апсолутном доминацијом кинеских такмичара који су освојили 7 од максималних 8 златних медаља, уз још 2 сребра и једну бронзану медаљу. Медаље је освојило укупно 9 нација. Најуспешнији такмичари су кинески репрезентативци Чен Ајсен, у мушкој, и Ши Тингмао у женској конкуренцији са освојене по две златне медаље.

## Систем квалификација
Сваки национални олимпијски комитет могао је да има максимално 16 квалификованих такмичара, по 8 у обе конкуренције. Сваки тим може представљати максимално по два такмичара у појединачним скоковима, односно по један пар у синхронизованим дисциплинама. Сви такмичари морају бити старости од најмање 14 година у време одржавања игара.
У појединачним дисциплинама директан пласман на ЛОИ 2016. обезбедили су:
- по 12 најбоље пласираних такмичара у олимпијским дисциплинама на Светском првенству 2015. у Казању;
- 5 континенталних првака у олимпијским дисциплинама;
- 18 полуфиналиста светског купа у скоковима у воду из 2016. године.

У синхронизованим скоковима директан пласман на Игре остварили су:
- по три најбоља пара са Светског првенства 2015;
- по четири најбоља пара са Светског купа 2016;
- једна квота је обезбеђена за земљу домаћина Бразил.

Све квоте су припадале националним олимпијским комитетима, а не такмичарима који су их остварили, а један скакч је у појединачним дисциплинама могао да обезбеди само једну квоту за своју земљу. 

## Распоред такмичења и сатница
Сатница је по локалном времену у Бразилији: UTC-3
Маркирана поља означавају датуме финала и поделе медаља
| Дан и датум                 | Време       | Дисциплина                              |
| --------------------------- | ----------- | --------------------------------------- |
| Недеља, 7. август 2016.     | 16:00–17:15 | Даска 3 м синхронизовано жене           |
| Понедељак, 8 август 2016.   | 16:00–17:15 | Торањ 10 метара синхронизовано мушкарци |
| Уторак, 9. август 2016.     | 16:00–17:15 | Торањ 10 метара синхронизовано жене     |
| Среда, 10. август 2016.     | 16:00–17:15 | Даска 3 метра синхронизовано мушкарци   |
| Петак, 12. август 2016.     | 15:30–18:30 | Даска 3 м, квалификације за жене        |
| Субота, 13. август 2016.    | 16:00–17:40 | Даска 3 м, полуфинале за жене           |
| Недеља, 14. август 2016.    | 16:00–17:30 | Даска 3 м, финале за жене               |
| Понедељак, 15. август 2016. | 15:15–18:45 | Даска 3 м, квалификације мушкарци       |
| Уторак, 16. август 2016.    | 10:00–11:50 | Даска 3 м, полуфинале мушкарци          |
| Уторак, 16. август 2016.    | 18:00–20:10 | Даска 3 м, финале мушкарци              |
| Среда, 17. август 2016.     | 15:00–18:10 | Торањ 10 м, квалификације жене          |
| Четвртак, 18. август 2016.  | 10:00–11:30 | Торањ 10 м, полуфинале жене             |
| Четвртак, 18. август 2016.  | 16:00–17:30 | Торањ 10 м, финале жене                 |
| Петак, 19. август 2016.     | 16:00–19:10 | Торањ 10 м, квалификације мушкарци      |
| Субота, 19. август 2016.    | 11:00–12:50 | Торањ 10 м, полуфинале мушкарци         |
| Субота, 19. август 2016.    | 16:30–18:10 | Торањ 10 м, финале мушкарци             |

### Земље учеснице
За Игре се квалификовало укупно 136 такмичара из 29 земаља, по 68 у обе конкуренције.
| - Аустралија (9) - Аустрија (1) - Белорусија (2) - Бразил (9) - Канада (7) - Кина (13) - Колумбија (4) - Хрватска (1) | - Египат (4) - Француска (3) - В. Британија (11) - Немачка (8) - Мађарска (1) - Ирска (1) - Италија (8) | - Јамајка (1) - Јапан (3) - Малезија (6) - Мексико (9) - Холандија (1) - Нови Зеланд (1) - Северна Кореја (3) | - Порторико (1) - Русија (8) - Јужна Африка (1) - Јужна Кореја (1) - Украјина (7) - САД (10) - Венецуела (2) |

## Освајачи медаља
Мушкарци
| Дисциплина                     |                                   | Резултат |                                             | Резултат |                                             | Резултат |
| мушкарци појединачно           |                                   |          |                                             |          |                                             |          |
| 3 м даска                      | Цао Јуен (CHN)                    | 547,60   | Џек Ло (GBR)                                | 523,85   | Патрик Хаусдинг (GER)                       | 498,90   |
|                                |                                   |          |                                             |          |                                             |          |
| 10 м торањ                     | Чен Ајсен (CHN)                   | 585,30   | Херман Санчез (MEX)                         | 532,70   | Дејвид Бодаја (USA)                         | 525,25   |
| мушкарци синхронизовани парови |                                   |          |                                             |          |                                             |          |
| даска син.                     | В. Британија · Крис Мирс · Џек Ло | 454,32   | САД · Сем Дорман · Мајкл Хиксон             | 450,21   | Кина · Цао Јуен · Ћин Кај                   | 443,70   |
|                                |                                   |          |                                             |          |                                             |          |
| торањ син.                     | Кина · Чен Ајсен · Лин Јуе        | 496,98   | САД · Дејвид Бодаја · Стил Џонсон           | 457,11   | В. Британија · Том Дејли · Данијел Гудфелоу | 444,45   |
| жене појединачно               |                                   |          |                                             |          |                                             |          |
| 3 м даска                      | Ши Тингмао (CHN)                  | 406.05   | Хе Ци (CHN)                                 | 387,90   | Тања Кањото (ITA)                           | 372,80   |
|                                |                                   |          |                                             |          |                                             |          |
| 10 м торањ                     | Жен Ћен (CHN)                     | 439,25   | Си Јађе (CHN)                               | 419,40   | Меган Бенфето (CAN)                         | 389,20   |
| жене синхронизовани парови     |                                   |          |                                             |          |                                             |          |
| даска син.                     | Кина · Ши Тингмао · Ву Минсја     | 345,60   | Италија · Тања Кањото · Франческа Далапе    | 313,83   | Аустралија · Медисон Кини · Анабел Смит     | 299,19   |
|                                |                                   |          |                                             |          |                                             |          |
| торањ син.                     | Кина · Чен Жуолин · Љу Хуејсја    | 354,00   | Малезија · Џонг Жун Хонг · Панделела Ринонг | 344,34   | Канада · Меган Бeнфето · Розелин Фиљо       | 336,18   |

## Биланс медаља
|        | Земља                     |   |   |   |    |
| ------ | ------------------------- | - | - | - | -- |
| 1.     | Кина                      | 7 | 2 | 1 | 10 |
| 2.     | Уједињено Краљевство      | 1 | 1 | 1 | 3  |
| 3.     | Сједињене Америчке Државе | 0 | 2 | 1 | 3  |
| 4.     | Италија                   | 0 | 1 | 1 | 2  |
| 5.     | Малезија                  | 0 | 1 | 0 | 1  |
| 5.     | Мексико                   | 0 | 1 | 0 | 1  |
| 6.     | Канада                    | 0 | 0 | 2 | 2  |
| 7.     | Аустралија                | 0 | 0 | 1 | 1  |
| 7.     | Немачка                   | 0 | 0 | 1 | 1  |
| Укупно | Укупно                    | 8 | 8 | 8 | 24 |